# Baltimore Orioles (XIX wiek)
Baltimore Orioles – klub baseballowy z siedzibą w Baltimore w stanie Maryland, działający w latach 1882–1889.

## Historia
Klub powstał w 1882 i przystąpił do rozgrywek powstałej w tym samym roku ligi American Association. W 1891 American Association rozwiązano, zaś zespół został członkiem National League. W latach 1894–1896 Orioles zdobywali mistrzostwo ligi.
W 1898 właściciel i menadżer Orioles Ned Hanlon kupił udziały w Brooklyn Superbas. W 1899 władze National League zdecydowały o zmniejszeniu liczby zespołów z 12 do 8. W efekcie Hanlon został menadżerem Superbas i sprowadził najlepszych zawodników do Nowego Jorku, zaś Baltimore Orioles z inicjatywy Johna McGrawa został członkiem nowo utworzonej American League.